# Genowefa Brzostowska
Genowefa Brzostowska, de domo Ogińska herbu Oginiec (ur. ok. 1725, zm. 1792) – polska arystokratka, kasztelanowa połocka.

## Życiorys
Urodziła się ok. 1725 roku w rodzinie wojewody trockiego Józefa Tadeusza Ogińskiego i Anny Wiśniowieckiej. W 1743 roku wyszła za mąż za Adama Brzostowskiego, który w 1758 roku został kasztelanem połockim. Małżeństwo wychowało czterech synów: Aleksandra, Jana, Michała i Ksawerego.
3 maja 1749 roku Brzostowska została odznaczona Orderem Krzyża Gwiaździstego przyznanym jej przez Marię Teresę.
Brzostowska przysłużyła się znacznie biskupowi Adamowi Krasińskiemu i konfederatom barskich jako ich posłanka w Dreźnie w latach 1769–1772, gdzie miała wpływ na politykę saską dzięki zaufaniu Marii Antoniny Wittelsbach i wsparciu dyplomatów francuskich, w kontrze do dyplomacji rosyjskiej i angielskiej.
Zmarła w 1792 roku.